# Elena Ornella Paciotti
Elena Ornella Paciotti (Roma, 9 de gener de 1941) és una jutgessa i política italiana del Partit Democràtic que exercí el càrrec d'eurodiputada entre el 2009 i el 2014.
Es va incorporar al poder judicial el 1967 exercint a la cort de Milà. Va ser presidenta de l'Associació Nacional de Magistrats durant dos períodes (1994-95 i 1997-98), i membre del Parlament Europeu (1999-2004) per al Partit Democràtic d'Esquerra, que es va unir al Grup del Partit dels Socialistes Europeus.
Des del 1999 és també presidenta de la Fondazione Lelio e Lisli Basso per lo studio della società contemporanea.